# Internet Research Task Force
A Internet Research Task Force (IRTF, Força-Tarefa de Pesquisa da Internet, em português) promove pesquisas de grande importância para o desenvolvimento da Internet, criando grupos de pesquisa focados em assuntos como: protocolos de internet, aplicações, arquitetura e tecnologia. A IRTF se concentra em pesquisas de longa duração para problemas relacionados com a Internet, enquanto que a IETF (Força-Tarefa de Engenharia de Internet) concentra-se em pesquisas de curta duração sobre problemas de engenharia e normas.

## História da IRTF
Antes de 1989, a IAB (naquela época Internet Activities Board e agora Internet Architecture Board) supervisionava algumas forças tarefas. Neste ano, mudanças organizacionais foram feitas para dividir essas forças tarefas em dois grupos, IETF (Internet Engineering Task Force) e IRTF (Internet Research Task Force). À IRTF foi atribuído o papel de trabalhar em pesquisas de problemas de longo prazo, enquanto à IETF foi atribuído problemas de médio a curto prazo. O propósito da IRTF é de se concentrar na investigação em áreas ainda não consideradas maduras para padronização pela IEFT, assim como na investigação de áreas ainda não sujeitas à padronização, mas que podem chegar a se tornar um esforço para se tornar algum padrão.

## Papel da IRTF
O papel da IRTF não é determinar os padrões da Internet, mas ter uma visão sobre o futuro da Internet como um todo, desenvolvendo pesquisas deste futuro dentro de vários grupos de pesquisa, e documentando os resultados em artigos, revistas e conferências. Todas as tecnologias criadas como resultado destas pesquisas são levadas aos grupos de trabalho do IETF.

## Grupos de Pesquisa
Os Grupos de Pesquisa do IRTF possuem membros comprometidos em pesquisas de longo prazo necessários para promover o desenvolvimento de estudos colaborativos sobre o assunto. As participações são feitas através de contribuições individuais, ao invés de representantes de organizações.
Os grupos de pesquisa são:
- ASRG - Grupo de pesquisa anti-spam [1]
- CFRG -  Grupo de pesquisa em criptografia[2]
- DTNRG Grupo de pesquisa[3]
- HIPRG  Pesquisas sobre Identificações de Hosts[4]
- ICCRG - Pesquisas em congestionamento de banda.[5]
- MOBOPTS - Otimização de ip’s móveis[6]
- NMRG - Estuda novas tecnologias para o gerenciamento da internet.[7]
- P2PRG - Pesquisas na estrutura Peer-to-Peer (P2P).[8]
- RRG - Pesquisa soluções para endereçamento e roteamento.[9]
- SAMRG - Pesquisa técnicas para aprimorar o Multicast.[10]
- TMRG - Produz documentos para validar protocolos de transporte.[11]
- VNRG - Reaproveitamento de recursos, como rotas, links, infraestrutura, etc[12]